# Parnés
El Parnés (en griego antiguo: Πάρνης, romanizado: Párnēs; en griego: Πάρνηθα, romanizado: Párnitha) es un macizo montañoso al norte de la región griega del Ática, cuya principal cima se sitúa a unos 40 km al norte de Atenas.
Bordeado al sur por el macizo del Egaleo y al sureste por el Pentélico, el Parnés cuenta con varias cimas principales: el monte Parnés (1413 m, la más alta de la península ática), el monte Ornio (1350 m), el monte Area (1160 m), el monte Avgho (1150 m) y el monte Xerovouni (1120 m.

## Historia
Durante la Antigüedad, forma un trozo de la frontera entre el Ática y Beocia. Cubierto de bosques, el Parnès es un territorio de caza de jabalíes y de osos. Unas viñas reputadas cubren sus oteros. Según Pausanias (I, 32), un altar consagrado a Zeus Semaleos («Dador de presagios») se halla en la cima, así como una estatua de Zeus Parnetios («Del Parnés »). Además, el escritor griego explica que allí hay otro altar, y en él hacen sacrificios a Zeus, unas veces llamado Ombrio ("Lluvioso"), otras Apemio. 
Los demos de Acarnas y de Decelia están situados al pie del monte Parnés.

## Parque nacional
Desde 1961 la mayor parte del macizo forma parte del Parque nacional del Parnés, que protege unas 3816 ha. La montaña está recubierta de bosques, principalmente de Abies cephalonica, pero también de pinos de Alepo y de robles (quercus ilex y coscojas) hasta una altitud de 800 m. La flora del parque se compone además de otras 1000 especies de plantas (crocus, tulipas, lises, etc.). Alberga también nuerosas especies de pájaros y es el único lugar de Grecia donde se encuentra el ciervo común.

## Red de carreteras
Los cultivos y zonas rurales se concentran principalmente en las partes situadas a una altitud inferior a 300 m, el Parnés no es prácticamente recorrido por ninguna carretera. Una de ellas, que sube alto y rodea la cumbre más elevada, comunica con el monasterio de Santa Triada. La montaña está dotada por otra parte de numerosos senderos que permiten excursiones por el parque, así como de un teleférico sobre su vertiente sur que da acceso al hotel casino Mont Parnes Casino Resort, edificado a mitad de los años 1960 y el más antiguo de Grecia. Un eje principal, la E75, rodea le Parnés por el este para desembocar en Atenas.